# Friedrichsthal
Friedrichsthal – miasto w Niemczech, w kraju związkowym Saara, w związku regionalnym Saarbrücken. W 2010 liczyło 10 798 mieszkańców.

## Współpraca
Miejscowości partnerskie:
- Oranienburg, Brandenburgia
- Villingen-Schwenningen, Badenia-Wirtembergia (kontakty utrzymuje dzielnica Bildstock)